# Grallaire de Natterer
Genre
Espèce
Statut de conservation UICN

 LC  : Préoccupation mineure
La Grallaire de Natterer (Cryptopezus nattereri) est une espèce d'oiseaux de la famille des Grallariidae.

## Description
L'adulte mesure environ 13 cm pour un poids de 31 g à 33 g.

## Répartition et habitat
Cet oiseau peuple le sud de la forêt atlantique.